# Aspicilia praecrenata
Aspicilia praecrenata är en lavart som först beskrevs av William Nylander och som fick sitt nu gällande namn av Auguste-Marie Hue. 
Aspicilia praecrenata ingår i släktet Aspicilia och familjen Megasporaceae. Inga underarter finns listade i Catalogue of Life.